# Beausoleil (tổng)
Tổng Beausoleil là một tổng của Pháp. Tổng này nằm ở tỉnh Alpes-Maritimes trong vùng Provence-Alpes-Côte d’Azur.

## Các đơn vị hành chính
Tổng Beausoleil gồm xã Beausoleil.

## Lịch sử
| Ngày bầu cử | Tên                | Đảng | Tư cách                   |
| --- | ------------------ | ---- | ------------------------- |
| Một cuộc bầu cử từng phần tổng đã được tổ chức năm 1983, sau khi hủy bỏ kết quả bầu Jean-Paul Bernardi, và André Vanco đắc cử. Một cuộc bầu cử từng phần tổng đã diễn ra năm 1986, sau khi André Vanco qua đời, Roger Bennati đã đắc cử. |                    |      |                           |
| 1983 | Jean-Paul Bernardi |      |                           |
| 1983 | André Vanco        |      | Thị trưởng của Beausoleil |
| 1986 | Roger Bennati      | PCF  | Thị trưởng của Beausoleil |
| 1988 | Gérard Spinelli    | UDF  | Thị trưởng của Beausoleil |
| 1994 | Robert Vial        | DVG  | Thị trưởng của Beausoleil |
| 2001 | Robert Vial        | UMP  | Thị trưởng của Beausoleil |
| 2008 | Gérard Spinelli    | DVD  | Thị trưởng của Beausoleil |

## Biến động dân số
| 1882                                         | 1926 | 1962 | 1968 | 1975 | 1982 | 1990 | 1999   |
|                                              |      |      |      |      |      |      | 12 775 |
| -------------------------------------------- | ---- | ---- | ---- | ---- | ---- | ---- | ------ |
| Số liệu từ năm 1990: Dân số không tính trùng |      |      |      |      |      |      |        |